# Dicranoptycha megaphallus
Dicranoptycha megaphallus là một loài ruồi trong họ Limoniidae. Chúng phân bố ở miền Tân bắc.